# Juillet 2006

## Actualités du mois

### Samedi1erjuillet2006
- Départ du Tour de France à Strasbourg.
- Union européenne : entrée en vigueur de la directive sur la restriction des substances dangereuses dans l'électronique, dite « directive RoHS ».
- Sortie de SPIP 1.9.
- Coupe du monde de football : Victoire de la France sur le Brésil (1-0) en quart de finale.
- Chine : inauguration de la Ligne Qinghai-Tibet par le président chinois. Ligne de chemin de fer la plus haute du monde à 5 072 mètres d'altitude.
- Luxembourg : inauguration du Musée d'art moderne grand-duc Jean du Luxembourg (Mudam).
- Cap Canaveral : report du lancement de la navette spatiale Discovery et de la mission STS-121 au lendemain.

### Dimanche2 juillet 2006
- Élections présidentielle et législatives au Mexique. Le candidat du Parti action nationale (PAN), Felipe Calderon, a été élu avec près de 15 millions de voix (35,89 %), devant celui du Parti de la révolution démocratique (PRD) qui en totalise 14,7 millions (35,31 %).
- Palestine : dans les opérations lancées à la suite de l'enlèvement de Gilad Shalit, Israël s'en prend au Hamas et s'attaque à tous les symboles du pouvoir islamiste, y compris les bureaux (inoccupés) du Premier ministre Ismaïl Haniyeh, cible d'un raid aérien. Ces pressions militaires exercées par l'État hébreu ont pour but de contraindre le principal mouvement islamique à agir pour la libération du soldat israélien enlevé, il y a une semaine, à la lisière de la bande de Gaza.
- Canada : la Fête du Canada célébrée sur la Colline du Parlement.
- Irak : attaque au camion suicide à Sadr City.
- Japon : l'étudiante japonaise Kanako Ikeda a été retrouvée saine et sauve.
- France : la loi DADVSI est votée en ultime lecture.
- Cap Canaveral : report du lancement de la navette spatiale Discovery et de la mission STS-121 au mardi 4 juillet, pour une 3e tentative de décollage.
- Formule 1 : dans le Championnat du monde de Formule 1 2006, Ferrari renoue avec la victoire et remporte le Grand Prix des États-Unis à Indianapolis, Michael Schumacher (1er) et Felipe Massa (2e) réalisant même un doublé, le 71e de l'écurie italienne.

### Lundi3 juillet 2006
- Déraillement d'une rame de métro de la ligne 1 à Valence (Espagne) a fait 41 morts (12 hommes et 29 femmes). Le conducteur, qui est décédé, se serait évanoui l'empéchant de freiner dans un virage abordé à 80 km/h soit le double de la vitesse autorisée.
- Cinéma : le long-métrage open source Boy Who Never Slept téléchargeable gratuitement.

### Mardi4 juillet 2006
- Mer du Japon : la Corée du Nord procède à des tirs de missile, dont un se serait abimé à 600 km des côtes japonaises. Le conseil de sécurité des Nations unies se réunit en urgence le 5 dans l'après-midi.
- Cambodge : les tribunaux pour juger les Khmers rouges sont ouverts.
- Israël : l'ultimatum donné par les ravisseurs de Gilad Shalit est arrivé à son terme et aucune nouvelle sur l'état du soldat n'a été communiquée. L'opération Pluie d'été se poursuit.
- Portugal : plusieurs femmes condamnées pour un cas d'avortement.
- Espace : la navette Discovery a décollé pour la mission STS-121.

### Mercredi5 juillet 2006
- Coupe du monde de football 2006 : l'équipe de France se qualifie pour la finale contre l'Italie, en battant le Portugal 1-0, sur un pénalty transformé par Zinédine Zidane.

### Jeudi6 juillet 2006
- Canada : une vache folle découverte dans une ferme du Manitoba.
- France : Paris poursuit sa « révolution numérique. »

### Vendredi7 juillet 2006
- Suisse : la Swiss Pride 2006 ouvre à Lausanne.
- France : l'Arcep a attribué les licences WiMax. Elles ont été principalement attribuées à Bolloré, APRR et TDF[1].
- Musique : l'ancien Pink Floyd Syd Barrett meurt à Cambridge, à 60 ans.

### Samedi8 juillet 2006
- Open de France de Sarbacane Sportive

### Dimanche9 juillet 2006
- L'Italie a gagné la Coupe du monde de Allemagne 2006 face à la  France au terme d'un match très disputé ! À la fin de la prolongation, le score était de 1 but partout. La victoire de l'Italie est acquise au terme des tirs au but.

### Mardi11 juillet 2006
- Inde : 7 attentats à la bombe se sont déroulés simultanément dans différentes gares de Mumbai. Bilan provisoire : 163 morts et 464 blessés.

### Mercredi12 juillet 2006
- Liban : escalade de violences entre le Hezbollah et Israël. À la suite de la capture de deux soldats israéliens par le Hezbollah, qui souhaite les échanger contre des activistes détenus en Israël, Tsahal a lancé une offensive terrestre, aérienne et navale dans le Sud-Liban pour tenter de libérer les deux hommes. Alors que pendant ce temps, dans la Bande de Gaza et en Cisjordanie, l'opération Pluie d'été se poursuit.

### Vendredi14 juillet 2006
- Coup de tonnerre sur le football italien : dans le scandale des matches truqués du Calcio, la Juventus FC, la Fiorentina et la SS Lazio sont reléguées en série B (2e division italienne). La Juventus se voit également déchue de ses deux derniers titres de championne d'Italie. La quatrième équipe concernée, le Milan AC, reste en Série A, mais sera privée de Ligue des champions la saison suivante.
- Pakistan : assassinat d'un responsable chiite près de Karâchi.
- Équateur : éruption du volcan Tungurahua.

### Samedi15 juillet 2006
- États-Unis: des incendies incontrôlables continuent d'embraser la Californie.
- ONU: le Conseil de Sécurité des Nations-Unies vote des sanctions contre la Corée du Nord.

### Dimanche16 juillet 2006
Le Pay-per-View de la TNA Victory Road a lieu.

### Lundi17 juillet 2006
- La justice des Pays-Bas autorise qu'un parti politique formé de pédophiles (le PND) puisse défendre ses valeurs lors des élections législatives de novembre prochain.
- Atterrissage en Floride de la navette spatiale Discovery, au terme d'une mission de 12 jours.
- France : Le Premier Ministre français en visite à Beyrouth.
- Indonésie : à 17 h 7 heure locale (11 h 7, heure de Paris), un nouveau tsunami a touché l’île indonésienne de Java. Provoqué par un séisme d’une magnitude de 7,7 sur l’échelle de Richter, intervenu quelques minutes plus tôt à 250 kilomètres de la côte, il a vu des vagues de deux mètres de haut déferler sur la côte sud-ouest de l'île, ravageant tout sur leur passage, abattant des bâtiments et endommageant des navires de pêche. Le dernier bilan fait état d'au moins 300 morts et plus de 400 blessés. De nombreux touristes figurent parmi les victimes.
- France : à Avignon, création, dans la Cour d'honneur du Palais des Papes, dans le cadre du Festival d'Avignon, de la pièce de Maxime Gorki Les Barbares, mise en scène par Éric Lacascade, qui offre une sorte de reconnaissance internationale à une pièce méconnue de l'écrivain russe, un siècle après qu'elle a été écrite (1905).

### Mercredi19 juillet 2006
- Décès de Pascal Renwick, acteur français et spécialisé dans le doublage (°7 décembre 1954).
- Québec : 10e anniversaire du Déluge du Saguenay

### Jeudi20 juillet 2006
- France, politique : les partis politiques français réagissent aux évènements du Conflit israélo-libanais de 2006.
- Monde : World Jump Day

### Vendredi21 juillet 2006
Fête nationale belge... La Belgique a 176 (cent septante six) ans !

### Dimanche23 juillet 2006
- Liban : dans le cadre des opérations militaires israéliennes, Tsahal a pris le contrôle de Maroun al-Ras, localité d'importance stratégique à la frontière avec Israël, après de violents combats avec les miliciens du Hezbollah.
- France : Victoire dans la 93° édition du Tour de France de Floyd Landis coureur cycliste américain à Paris (Champs-Élysées).

### Lundi24 juillet 2006
- Informatique : le fondeur californien AMD achète le canadien ATI.
- Brésil : le PCC appelle à de nouvelles attaques au Brésil.

### Mardi25 juillet 2006
- Suède : Accident nucléaire à la centrale nucléaire de Forsmark

### Mercredi26 juillet 2006
- France : météo. Pic de la canicule, plus d'une cinquantaine de départements français en alerte orange caniculaire ou orageuse.
- Canada, Québec, Montréal accueille les premiers Outgames mondiaux.  Évènement débutant le 26 juillet et se terminant le 5 août 2006.

### Jeudi27 juillet 2006
- France : Des tests sanguins du coureur cycliste américain Floyd Landis, vainqueur du tour de France 2006 auraient révélé la présence de testostérone. Il a demandé une contre-expertise.

### Samedi29 juillet 2006
- Québec: Fondation de Jeffolie corp. à Saint-Damien-de-Bellechasse, par Jean-François Labbé et Olivier Aubin. Jeffolie corp. sera par la suite inscrite à la bourse en janvier 2007.
- Italie : le 91e congrès mondial d’espéranto s’ouvre à Florence, jusqu’au 5 aout. Il est suivi par des participants venus de 62 pays et a pour thème « Langues, cultures et éducation vers une évolution durable ».

### Lundi31 juillet 2006
- France: cinq faucheurs volontaires en garde à vue.
- Hongrie : première journée des championnats d'Europe de natation de Budapest
- Russie : le musée de l'Ermitage évalue à 221, le nombre d'objets d'art russe disparus de ses réserves.